# Jamaron
Jamaron [džamaron] je česká rocková hudební skupina, která vznikla v roce 2013 a pochází z Prahy. Zakládajícími členy skupiny jsou sourozenci Jakub, Marie a Ondřej Dostálovi. Součástí pětičlenné sestavy je bubeník Václav Hejda a na baskytaru hrál až do tragické nehody 6. září 2023 Filip Karlík.
Název Jamaron je odvozen ze jmen všech tří sourozenců (Jakub, Marie, Ondřej).
Nejúspěšnějším dílem kapely je skladba Osudová balada (2015), kterou zkomponoval teprve ve svých 17 letech Jakub Dostál. V Hudebních cenách Žebřík získala formace zlaté ocenění. V hlasování fanoušků byla skupina zvolena za Objev roku 2019 a v dubnu 2024 se umístila na třetím místě v kategorii Videoklip roku 2023 s videoklipem Jizvy.

## Historie

### Založení kapely
První hudební krůčky kapely sahají do roku 2010, kdy se tehdy ještě
dospívající sourozenci začali spontánně věnovat psaní textů a skládání písní. Nápad na založení skupiny původně dostal nejstarší Ondřej, ke kterému se později přidala i dvojčata Jakub s Marií. Zakládající trojice se zformovala v září roku 2011, kdy se sourozenci Ondřej a Jakub začali sami intenzivně učit hrát na kytaru. Nově vznikající písně si později začala zpívat i sestra Marie, jejíž výrazný hlas začal ve skladbách vynikat, a díky tomu byla přijata do nově vznikající hudební skupiny.

### Bubeník a baskytarista
Skupina se zpočátku přikláněla k hudebním stylům punk a rock, což vyžadovalo doplnění nástrojového obsazení o bicí a baskytaru. Po množství pokusů, kdy na baskytaru hrála přímo Marie, či Ondřej, se v roce 2013 ve skupině usadil baskytarista a producent Filip Karlík, který jako jediný zareagoval na tehdejší inzerát. V létě 2013 se ke skupině přidal bubeník David Albrecht, později známý jako Dorian. V této sestavě zaznamenala kapela první úspěchy a také odehrála první koncerty pod dnešním jménem Jamaron.

### Oficiální den vzniku kapely Jamaron
První koncert se datuje k 22. 11. 2013, což je zároveň oficiální den vzniku kapely.

### Změny v sestavě
V roce 2018, po odchodu bubeníka Davida Albrechta, si skupina prošla obdobím tvůrčího i koncertního útlumu bez ustálené sestavy. 7. 3. 2019 se ke skupině připojil současný bubeník Václav Hejda, čímž započala dosud nejúspěšnější etapa kapely Jamaron.
V noci na 7. září 2023 tragicky zemřel teprve pětadvacetiletý baskytarista a producent Filip Karlík.
28. května 2024 odehrál v Praze na Občanské plovárně se skupinou svůj první koncert nový baskytarista Lukáš Rešl.

### Úspěchy
Za roky svého fungování vydala skupina Jamaron Demo EP V Obraze (2014) a tři studiová alba: Nahá (2016), DOMA (2019) a Generace (2022) nahrané ve studiu SONO Records, které v dubnu 2022 pokřtila ve vyprodaném Lucerna Music Baru.
Skupina vyhrála Objev roku 2019 v Hudebních cenách Žebřík a později se také umístila na třetím místě s videoklipem Jizvy.
Nejúspěšnější skladbou této skupiny je jednoznačně Osudová balada (2015).

## Členové

### Současná sestava
- Marie Dostálová — zpěv
- Jakub Dostál — sólová kytara, vokály
- Ondřej Dostál — doprovodná kytara, vokály
- Václav Hejda — bicí
- Lukáš Rešl — baskytara

### Dřívější členové
- Filip Karlík — baskytara
- David Albrecht (Dorian) — bicí
- Daniel Med — bicí
- Libor Zíka — bicí
- Filip Strakoš — klávesy

## Diskografie

### Studiová alba
- Nahá (2016)
- DOMA (2019)
- Generace (2022)

### EP
- V Obraze (2014)